# فيجونزا
فيجونزا (بالإيطالية: Vigonza)‏ هي بلدية في مقاطعة باذوة في منطقة فنيتة الإيطالية، 25 كيلومترًا (16 ميلًا) غرب البندقية، و 10 كيلومترًا (6 ميلًا) شمال شرق باذوة.